# Labeo sp. nov. 'Mzima'
Labeo sp. nov. 'Mzima' é uma espécie de peixe actinopterígeo da família Cyprinidae.
Apenas pode ser encontrada no Quénia.
Os seus habitats naturais são: rios.